# Большая Дубрава (Брянская область)
Большая Дубрава — посёлок в Брянском районе Брянской области, в составе Глинищевского сельского поселения. Расположен в 3 км к юго-востоку от села Глинищево, у автодороги А141 Брянск—Рославль. Население — ↘27 человека (2010).

## История
Возник в 1920-е годы. До 1959 года входил в Меркульевский сельсовет, в 1959-1982 в Хотылёвский, в 1982—2000 — в Отрадненский.
| Годы      | 1926 | 1979 | 1989 | 2002 | 2010 | 2013 |
| --------- | ---- | ---- | ---- | ---- | ---- | ---- |
| Население | 138▲ | 69▼  | 32▼  | 32▼  | 33▲  | 27▼  |